# Estação Mercado do Artesanato
A Estação Mercado do Artesanato é uma das estações da Linha Verde do Sistema de Trens Urbanos de Maceió, situada em Maceió, entre a Estação Maceió e a Estação Bom Parto. É administrada pela Companhia Brasileira de Trens Urbanos (CBTU) por meio da Superintendência de Trens Urbanos de Maceió.
Originalmente inaugurada em 1995, a estação foi reinaugurada em 5 de julho de 2018 após ser reconstruída. Localiza-se na Avenida Francisco de Menezes. Atende o bairro da Levada.
A estação recebeu esse nome por estar situada nas imediações do Mercado do Artesanato, especializado na venda de peças de artesanato. No mercado, é possível encontrar, por exemplo, trabalhos em argila, bordado, cerâmica, couro, madeira, palha e renda.

## História
Em 2015, foi iniciada a construção de uma nova edificação para a estação. A ordem de serviço para o início das obras, tanto da Estação Mercado quanto da Estação Bom Parto, foi assinada no dia 6 de março de 2015. A construção das duas estações, bem como a modernização de 6 km da Via Permanente do sistema, foram orçadas em R$ 23,5 milhões e feitas com recursos provenientes do Programa de Aceleração do Crescimento (PAC). As obras foram paralisadas em 2016 devido a dificuldades no orçamento, incluído no Programa de Aceleração do Crescimento (PAC), e a ajustes no projeto da estação.
A estação foi reinaugurada em 5 de julho de 2018 após reconstrução durante cerimônia que contou com as presenças do senador Benedito de Lira, do vice-prefeito de Maceió, Marcelo Palmeira, e do superintendente regional da CBTU, Marcelo Aguiar. A operação comercial foi iniciada apenas dias depois devido à necessidade de instalação de um Aparelho de Mudança de Via (AMV). A nova estação conta com escada rolante, elevadores para portadores de deficiência e banheiros públicos.